# 草溪卞氏
草渓卞氏（チョゲビョンし、초계변씨）は、朝鮮の氏族の一つ。本貫は慶尚南道陜川郡である。2015年の調査では、53,860人である（他に同系列の密陽卞氏は18,750人）。
卞氏の起源は、中国周の文王の六男である曹叔振鐸の子孫が卞という地を授かったことに由来する。
中国唐の天宝年間に礼部尚書を務めた卞源が、743年に八学士の一人として、『孝経』などを持って新羅に派遣された。そして、卞源の子孫の卞庭実が草渓卞氏の始祖となる。

## 行列字
| ○世孫  | 23                | 24                | 25                | 26                | 27                | 28                | 29                | 30                | 31                |
| ------ | ----------------- | ----------------- | ----------------- | ----------------- | ----------------- | ----------------- | ----------------- | ----------------- | ----------------- |
| 行列字 | 래（來） 조（祚） | 영（榮） 형（炯） | 규（圭） 기（基） | 종（鍾） 흠（欽） | 수（洙） 연（淵） | 상（相） 종（種） | 섭（燮） 환（煥） | 재（在） 교（敎） | 석（錫） 수（銖） |
| ○世孫  | 32                | 33                | 34                | 35                | 36                | 37                | 38                | 39                | 40                |
| 行列字 | 태（泰） 영（泳） | 모（模） 식（植） | 희（熙） 문（文） | 준（埈） 균（均） | 호（鎬） 용（鎔） | 락（洛） 순（淳） | 정（楨） 주（柱） | 현（炫） 찬（燦） | 치（致） 지（址） |

## 集姓村
- 慶尚北道清道郡豊角面鳳岐里
- 慶尚北道聞慶市山陽面辰井里
- 慶尚北道義城郡比安面
- 慶尚北道亀尾市善山邑
- 慶尚南道居昌郡加祚面
- 慶尚南道陜川郡青徳面仰津里
- 慶尚南道馬山市鎮田面日岩里
- 全羅南道長興郡安良面堂巌里
- 忠清北道清原郡加徳面[2]